# Kronhuset

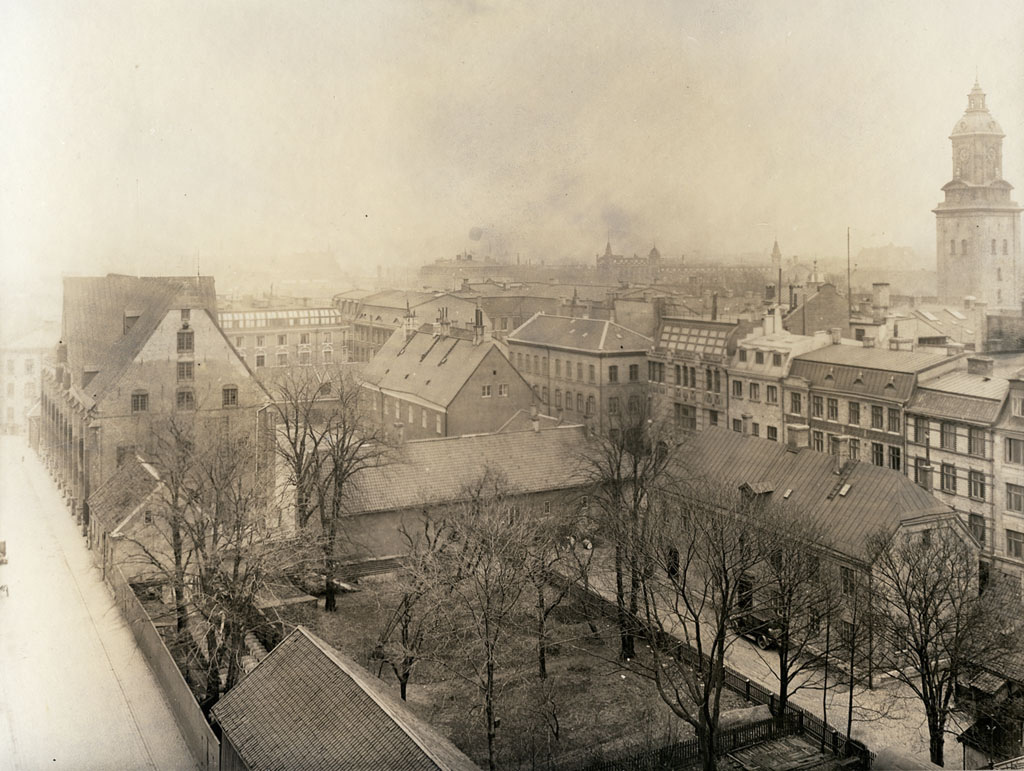
Kronhuset w 1928 r.

Kronhuset – dawny arsenał oraz siedziba Muzeum Miejskiego w centralnej części Göteborga w Szwecji, wybudowany w latach 1643–1655 w stylu holenderskim. Najstarszy świecki budynek miasta.
Gmach arsenału został wzniesiony w latach 1643–1655 według projektu nieznanego architekta, na miejscu najstarszego miejskiego cmentarza. Budowę nadzorował główny kwatermistrz Olaf Hansson Örnehufvud, syn burmistrza z Nya Lödöse. Budowa początkowo przeciągała się głównie z powodu braku pieniędzy, gdyż Szwecja w owym czasie prowadziła wojnę z Danią i większość funduszy przeznaczana była na wydatki związane z wojną. Następnie pojawiły się problemy z dostawą cegły. Do budowy arsenału użyto dwóch rodzajów cegły sprowadzonej z Holandii. Nadzór nad powstającym budynkiem przejął główny kwatermistrz Johan Wärnskiöld. Po jedenastu latach od rozpoczęcia budowy, gmach był gotowy.
4 stycznia 1660 r. w obecności króla Karola X Gustawa odbyło się pierwsze w Kronhuset zebranie szwedzkiego parlamentu. Po nagłej śmierci Karola X Gustawa, miała tu miejsce koronacja czteroletniego następcy tronu, Karola XI.
W latach 1688–1899 na niższych piętrach Kronhuset funkcjonował kościół garnizonowy. Po wycofaniu się oddziałów artylerii, budynek służył za magazyn.
W XVIII wieku Göteborg trawiło wiele pożarów. W 1746 i 1758 r. miały miejsce pożary, które zniszczyły wszystkie pobliskie budynki, lecz sam Kronhuset ocalał.  
W 1929 r. arsenał wykupiło miasto Göteborg. Kronhuset do 1954 r. służył za skład państwowy i miejski. W latach 30. budynek wzmocniono, wymieniono okna i drzwi oraz wymieniono stare, drewniane okiennice na miedziane. W latach pięćdziesiątych XX wieku gmach odrestaurowano i w dawnej sali obrad znowu mogły się odbywać posiedzenia, jak i uroczystości. Otwarcie miało miejsce 17 maja 1957 r., w obecności króla Gustawa VI Adolfa i królowej Luizy. Salę ozdobiono tkaninową tapetą, utkaną w Brukseli około 1690 r. Koszt remontu wyniósł milion koron.
Do 1996 r. na parterze Kronhuset mieściło się muzeum miejskie. Wśród eksponatów znajdowały się m.in. działa, broń ręczna, dawne mundury oraz przedmioty związane ze służbą zdrowia, a także szafka z kluczem do miasta.
Od 1998 r. swoje próby ma tutaj orkiestra dęta, Göteborg Wind Orchestra, a w dawnej sali posiedzeń odbywają się koncerty.
Przy Kronhuset znajduje się mały park o powierzchni 0,2 ha. W parku stoi popiersie poety Johana Andersa Wadmana, który mieszkał w Göteborgu w latach 1814–1838, autorstwa Johana Petera Molina.
W pobliżu znajdują się również małe sklepy, w których można kupić wyroby ze złota, srebra i szkła oraz pamiątki.